# María del Pilar Cifuentes
María del Pilar Cifuentes, es una jugadora de ajedrez española.

## Resultados destacados en competición
Fue dos veces campeona de España, en los años 1953 y 1955, y resultó subcampeona en una ocasión, en el año 1950.
Fue campeona del antiguo campeonato de Castilla de ajedrez.
Participó en el Torneo Internacional de Ajedrez Femenino Barcelona 1949, donde quedó en 5ª posición.